# Namunakuli
Namunakuli är ett berg i Sri Lanka.   Det ligger i provinsen Uvaprovinsen, i den södra delen av landet, 140 km öster om huvudstaden Colombo. Toppen på Namunakuli är 2 036 meter över havet, eller 1 012 meter över den omgivande terrängen. Bredden vid basen är 19,3 km.
Terrängen runt Namunakuli är huvudsakligen kuperad. Namunakuli är den högsta punkten i trakten. Runt Namunakuli är det ganska tätbefolkat, med 185 invånare per kvadratkilometer. Närmaste större samhälle är Badulla, 9,0 km nordväst om Namunakuli. I omgivningarna runt Namunakuli växer i huvudsak städsegrön lövskog.